# Martin Shkreli
Martin Shkreli (* 17. března 1983, Brooklyn) je americký podnikatel. V září 2015 začal být ostře kritizován poté, co jeho společnost získala výrobní licenci na antiparazitní lék Daraprim a následně zvýšila jeho prodejní cenu (z 13,5 dolaru na 750 dolarů). Shkreli si za to vysloužil označení „nejnenáviděnější muž v Americe“. V roce 2015 zakoupil za dva miliony dolarů jediný výlisek alba Once Upon a Time in Shaolin od skupiny Wu-Tang Clan. V roce 2017 byl uvězněn poté, co nabídl pět tisíc dolarů tomu, kdo získá vlasy Hillary Clintonové, a za několik podvodů s cennými papíry (securities fraud a conspiracy to commit securities fraud). V roce 2022 byl podmínečně propuštěn.